# Sæmundur Sigfússon
Sæmundur Sigfússon, též zvaný Sæmundur fróði, česky Sæmund Moudrý nebo Sæmund Učený (1056–1133) byl islandský středověký učenec.
Založil slavnou školu v Oddi. Napsal, patrně latinsky, dílo o historii norských králů, které se ztratilo, ovšem předpokládá se, že posloužilo jako zdroj pozdějším autorům, zejména Snorrimu Sturlusonovi. Tradičně je považován za autora či editora Poetické Eddy, což je ale v současnosti zpochybňováno. Sæmundur vstoupil jako postava i do islandského folklóru.